# Joseph Jules Zerey

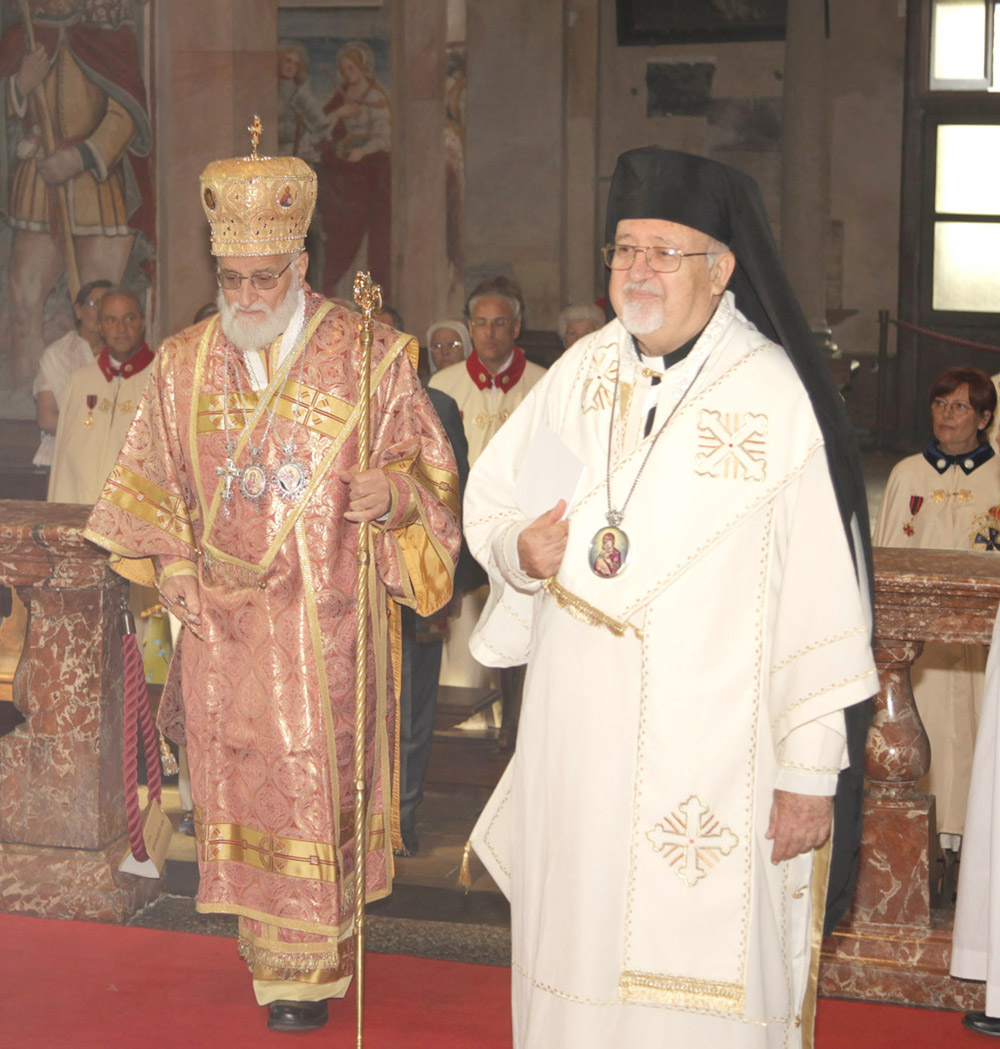
Patriarch Gregor III. Laham (links) und Erzbischof Joseph Jules Zerey

Joseph Jules Zerey, auch Yussuf Zerej (* 9. Juni 1941 in Alexandria, Ägypten) ist Erzbischof der Melkitischen Griechisch-Katholischen Kirche und Apostolischer Vikar von Jerusalem.

## Laufbahn
Am 5. Mai 1967 empfing Joseph Jule Zerey die Priesterweihe und wurde am 22. Juni 2001 zum Titularerzbischof von Damiata dei Greco-Melkiti und Weihbischof in Antiochien ernannt. Die Bischofsweihe spendete ihm am 9. November 2001 der Patriarch von Antiochien Erzbischof Gregor III. Laham BS, als Mitkonsekratoren assistierten die Erzbischöfe Elias Zoghbi und Paul Antaki. Ebenfalls am 22. Juni 2001 wurde Zerey zum Patriarchalvikar von Alexandria und zum Synkellos für die melkitischen Kirche in Ägypten und im Sudan berufen.
Am 4. Juni 2008 wurde Zerey zum Apostolischen Vikar von Jerusalem berufen. Er war 2006 Mitkonsekrator bei Georges Michel Bakar zum Titularerzbischof von Pelusium dei Greco-Melkiti, dessen Nachfolger er 2008 im Amt des Apostolischen Vikars von Jerusalem werden sollte, während Bakar 2008 zum Patriarchalvikar von Alexandria ernannt wurde. Zerey ist Großprior des Patriarchalischen Ordens vom Heiligen Kreuz zu Jerusalem.

## Pastorale Aufgaben
2010 war Erzbischof Zerey Teilnehmer an der Bischofssynode für den Nahen Osten in Rom. Zum Schlussprotokoll warf er in seinem Einwand die Frage auf, warum „viele christliche Familien aus dem Nahen Osten emigrieren würden?“ Er äußerte die Feststellung, „dass viele unserer so genannten „christlichen“ Familien dringend reevangelisiert werden müssen“. Er kündigte gleichzeitig die Entstehung eines internationalen Zentrums für die Spiritualität der Familie in Nazareth an. Auch Zerey versteht sich, wie alle seine melkitischen  Amtsbrüder, als Vermittler zwischen den Ostkirchen und der Römisch-katholischen Kirche. Er treibt das pastorale und soziale Engagement in Jerusalem voran und unterstützt den seit 1950 bestehenden Wohltätigkeitsverein im Zentrum der Altstadt von Jerusalem.